# Elmwood Park (Illinois)
Elmwood Park is een plaats (village) aan de noordwestelijke zijde van Chicago in Cook County, Illinois in de Verenigde Staten. Bij een volkstelling in 2000 werd de bevolking vastgesteld op 25.405. De gemeenschap heeft voor lange tijd een grote hoeveelheid Italiaans-Amerikaanse bevolking gehuisvest, maar tegenwoordig is er een toevloed van Pools-Amerikanen en Hispanics. Peter B. Silvestri is burgemeester van deze plaats sinds 1 mei 1989.

## Demografie
Bij de volkstelling in 2000 werd het aantal inwoners vastgesteld op 25.405. In 2006 is het aantal inwoners door het United States Census Bureau geschat op 24.295, een daling van 1110 (-4,4%). Ook werd in 2000 vastgesteld dat er 9.858 huishoudens en 6.525 wonen op deze plaats. De bevolkingsdichtheid is 5.135,6 inwoners per vierkante kilometer.

## Transport
Elmwood Park kan bereikt worden via het Elmwood Park station op Metra's Milwaukee District/West Line, die een dagelijkse treinverbinding aanbiedt tussen Elgin en Chicago.

## Plaatsen in de nabije omgeving
De onderstaande figuur toont nabijgelegen plaatsen in een straal van 8 km rond Elmwood Park.